# Mégacamion

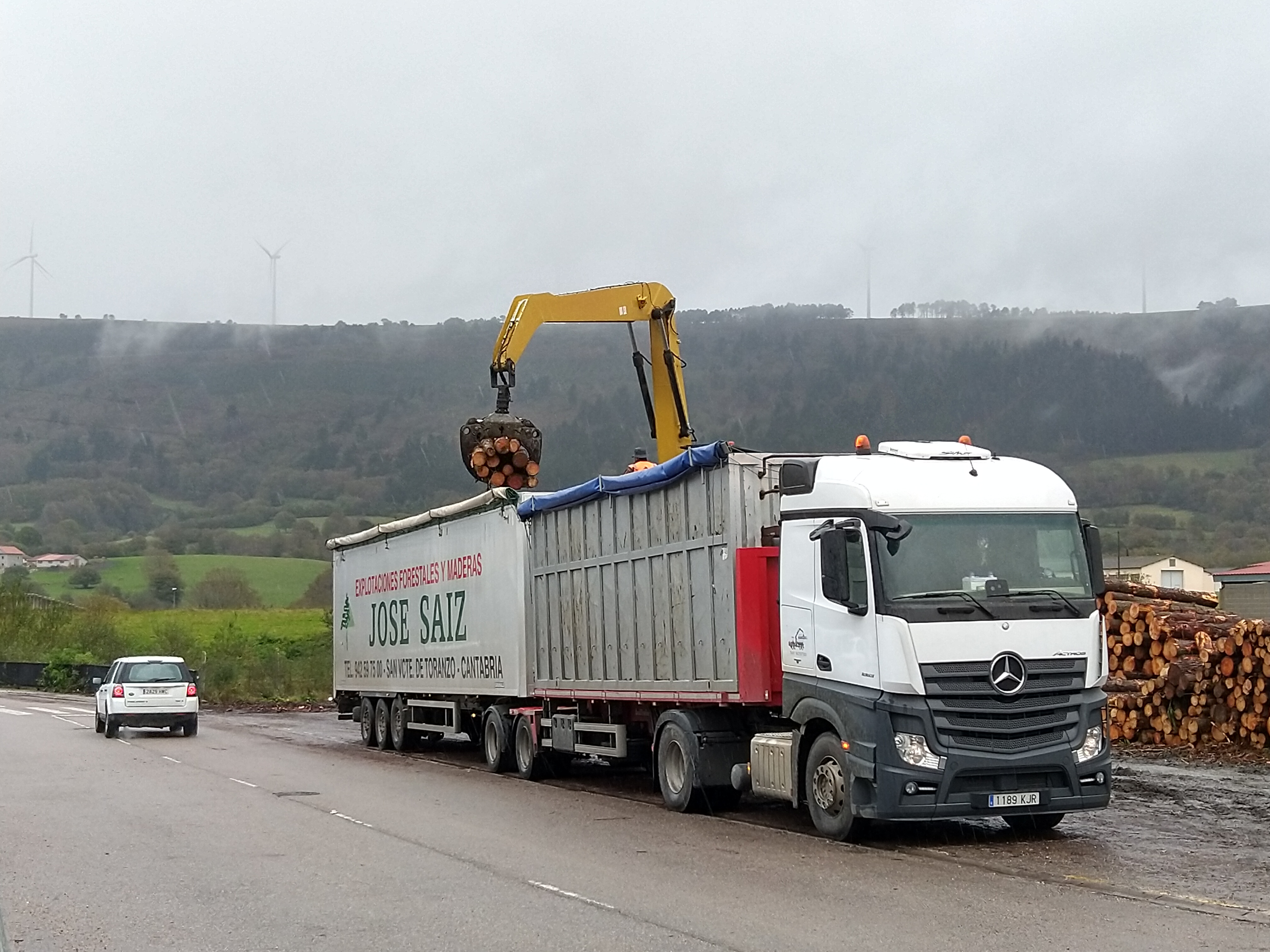
Méga-camion lors de son déchargement en Espagne

Un mégacamion, aussi appelé gigaliner ou encore Écocombi, est un ensemble routier motorisé par un camion qui fait entre 18,75 mètres et 25,25 mètres de long et dont le poids peut aller jusqu'à 60 tonnes. Actuellement[Quand ?] autorisés dans plusieurs pays de l'Union européenne et courants en Amérique du Nord ou en Australie, leur expérimentation en France est sujette à polémiques, leur taille, leur poids et leur énergie cinétique les rendant plus difficiles à conduire et dangereux en cas d'accident.

## Anatomie

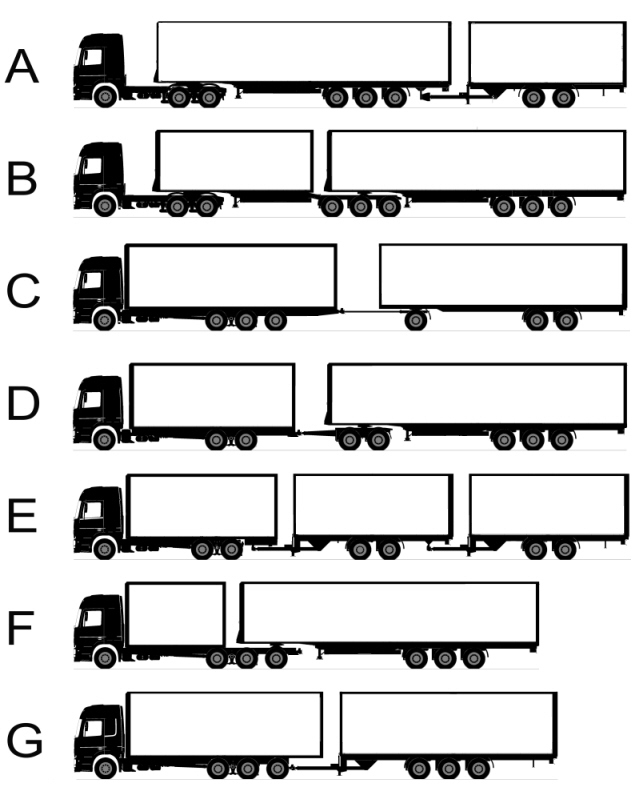
Exemples de combinaisons possibles de remorques.

Les méga-camions sont généralement composés d'un tracteur routier auquel sont accrochées une semi-remorque et une remorque. Certains pays autorisent des configurations avec 3 ou 4 remorques.
Leur particularité réside dans leur grande taille. Contrairement à un poids-lourd « classique », limité à 18,75 mètres de long et 44 tonnes, un méga-camion peut mesurer jusqu'à 25,25 mètres de long et peser jusqu'à 60 tonnes.

## Règlementation

### En France
Depuis 2013 en France, le poids des camions (trains routiers compris) est limité à 44 tonnes (le transport de bois ronds peut aller jusqu'à 57 t), et leur taille à 18,75 mètres de long. Il existe néanmoins des exceptions pour les convois exceptionnels (3 catégories), qui sont soumis à des conditions plus contraignantes.
Discuté lors du Grenelle de l'environnement en 2009, le sujet des méga-camions a déclenché un débat important en France. L'expérimentation des méga-camions sur les routes françaises, envisagée pour le printemps 2010, a déclenché une vive controverse, provenant notamment des associations écologistes.
Le secrétaire d'État aux Transports, Dominique Bussereau, s'est opposé à l'amendement autorisant la circulation des méga-camions en France, mais s'est déclaré favorable à une expérimentation grandeur nature. Dans un communiqué publié le 7 juillet 2009, il a rappelé qu'aucune décision n'avait été prise à ce sujet. Il a également demandé à l'Observatoire énergie environnement des transports (OEET) d'apprécier les enjeux de ces camions, et invité les associations et les acteurs du transport routier à un comité de pilotage pour en discuter.
Dix ans plus tard, l'expérimentation n'a pas été autorisée et leur circulation est toujours interdite en France.

### Dans l'Union Européenne

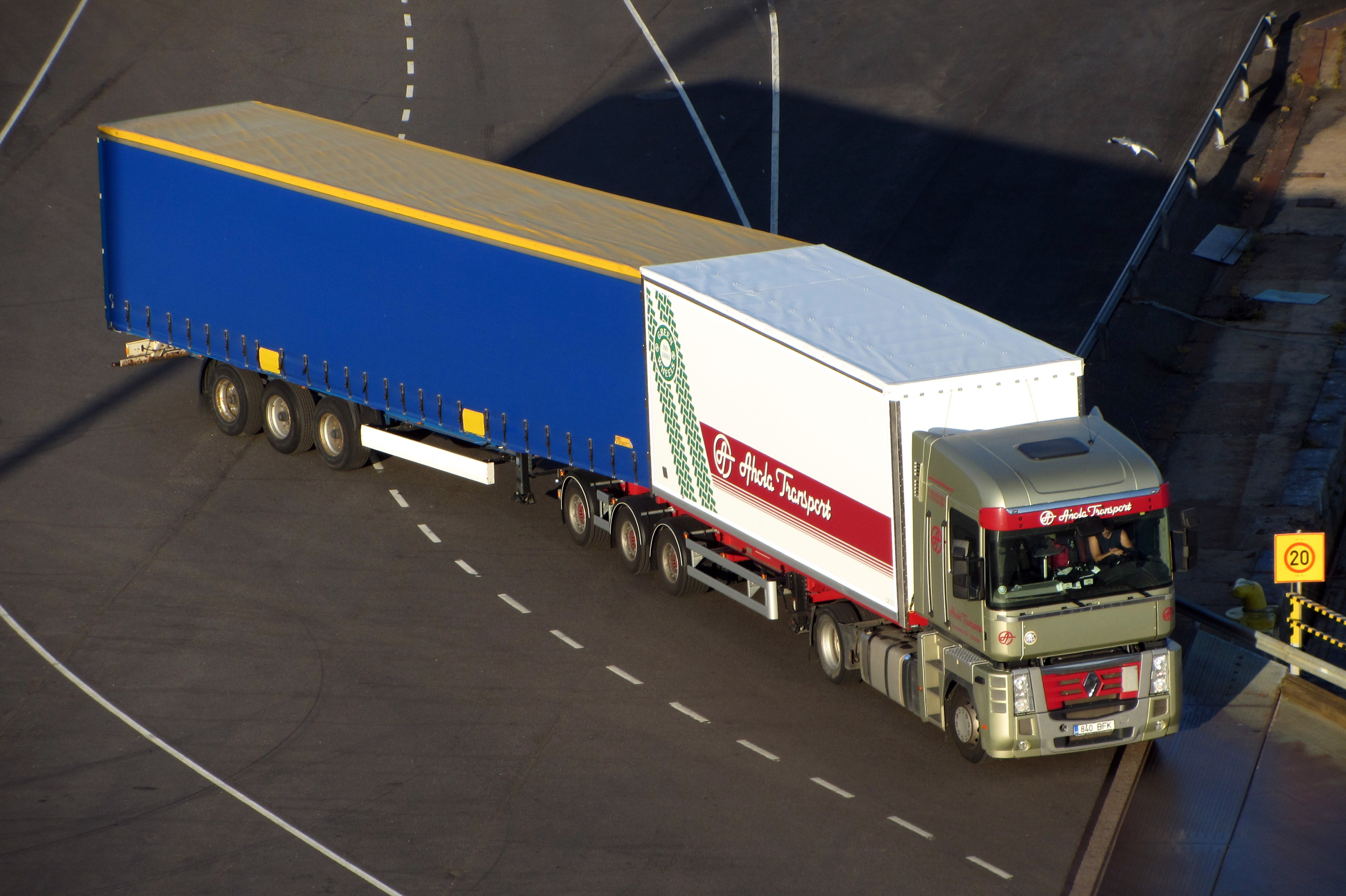
Un méga-camion européen

Ce type de camion n'est pas autorisé à circuler dans une majeure partie de l'Union européenne, et une directive interdit la circulation entre les États membres aux camions dépassant 18,75 mètres ainsi qu'à ceux de plus de 40 tonnes. Certains pays, comme la Suède, la Finlande, le Danemark, les Pays-Bas ou l'Allemagne l'ont cependant autorisé, sur leur territoire. À l'inverse, d'autres, comme le Luxembourg, se sont opposés à leur circulation.
En 2012, le Commissaire européen aux Transports, l'estonien Siim Kallas, sans respecter la règle de codécision a souhaité assouplir les règles relatives à la circulation transfrontalière des camions longs de 18,75 à 25,25 mètres et pesant de 40 à 60 tonnes, en autorisant leurs circulation entre deux États membres qui les autorisent sur leur territoire, suscitant une vive réaction des députés européens qui estiment qu'il outrepasse ses droits, alors qu'en France, FNE déplore un recul environnemental favorisant à nouveau la route.
Le 12 mars 2024, le Parlement européen vote l'autorisation des méga-camions. Le cabinet allemand D-fine estime que cette décision pourrait faire baisser le trafic ferroviaire de transport de marchandises de 21 % et entrainerait 10,5 millions de trajets annuels supplémentaires qui provoqueraient une hausse des émissions de gaz à effet de serre de 6,6 millions de tonnes de CO2, alors que les partisans des méga-camions affirment que les émissions baisseront de 1,2 %. Le cabinet D-fine estime de plus que le coût d'entretien des infrastructures routières serait accru de 1,15 milliard d’euros par an.

### Autres pays

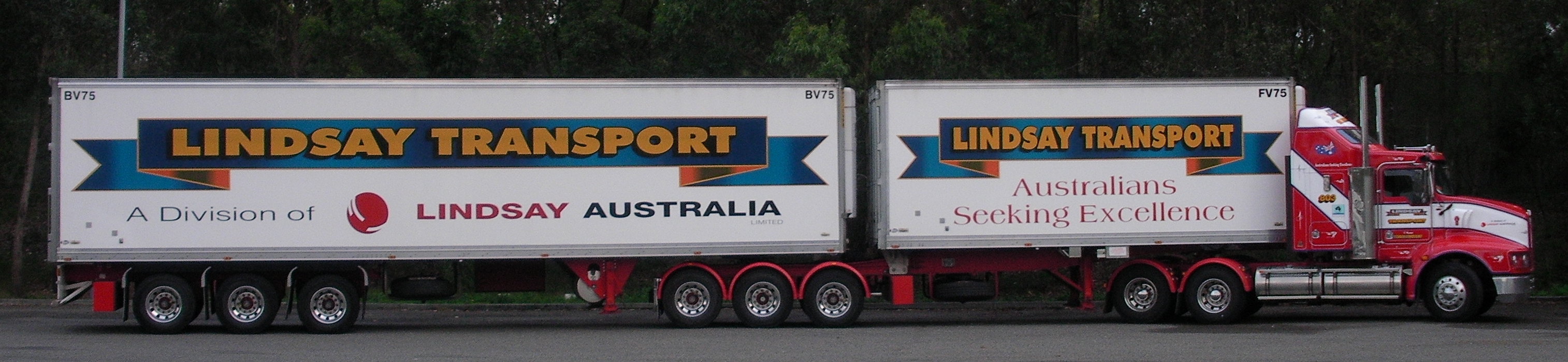
Méga-camion australien

La Suisse a inscrit dans la loi l'interdiction des méga-camions depuis 2013.

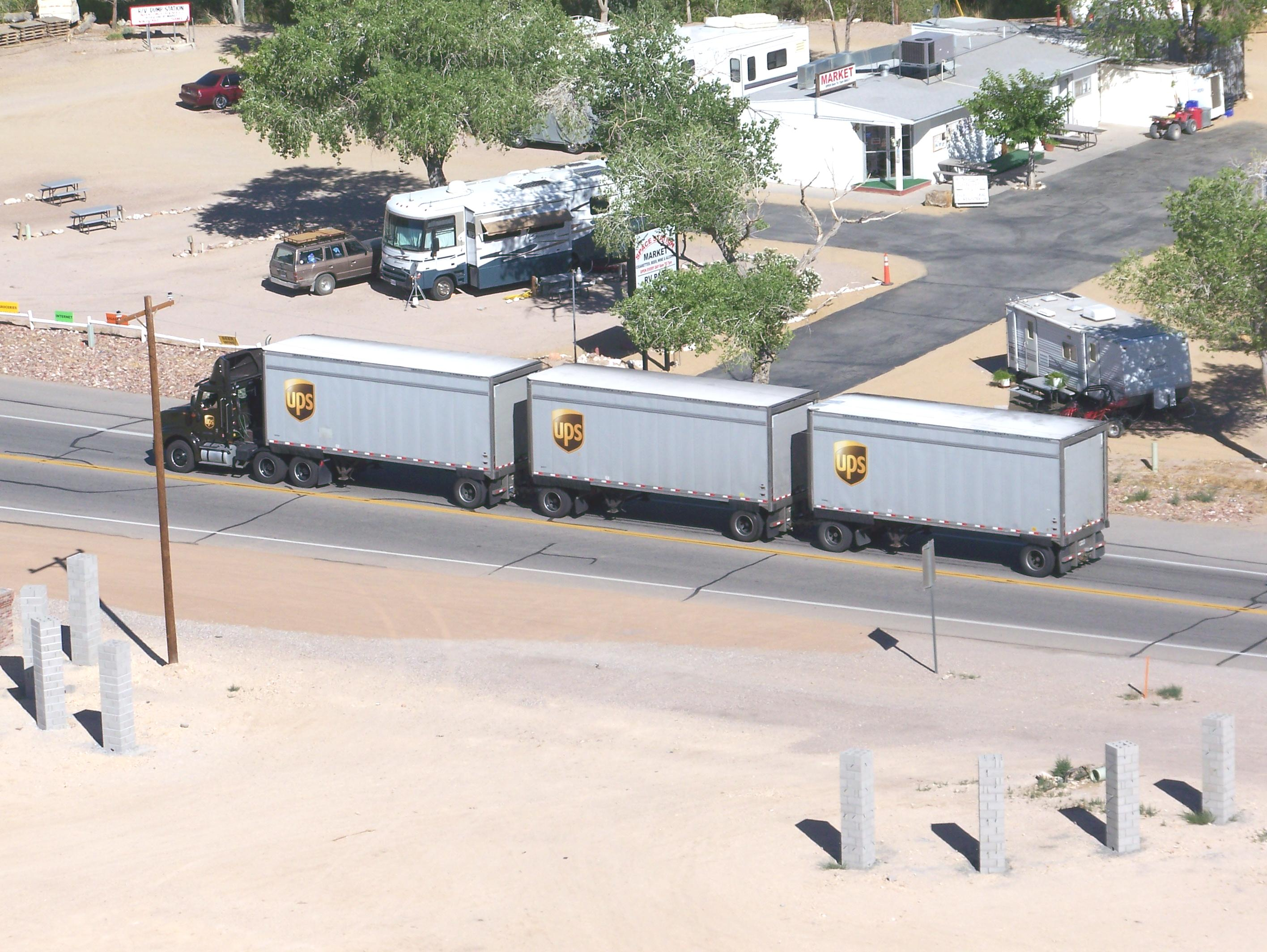
Méga-camion à trois remorques aux États-Unis

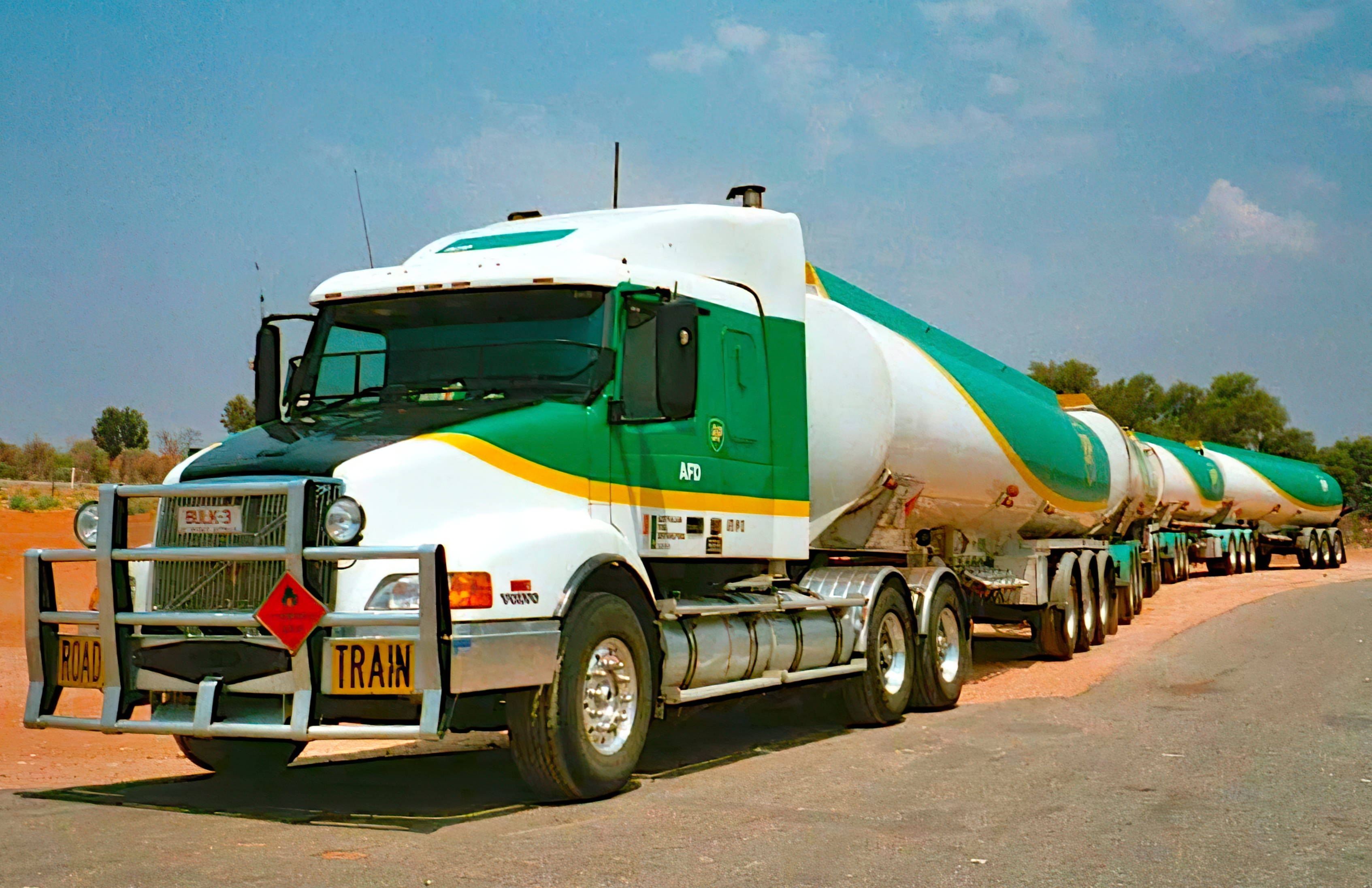
Méga-camion australien à quatre remorques

À l'inverse, ce genre de camion est très courant en Australie, aux États-Unis ou au Canada. Leur utilisation est néanmoins soumise à certaines conditions dans ces pays.

## Avantages et inconvénients

### Les avantages
Les méga-camions sont particulièrement bien adaptés aux longues routes rectilignes.
Permettant d'augmenter la part de marchandises dans le poids total du camion, la circulation des méga-camions permet une réduction de taux de CO2 émis par tonne de marchandise transportée. Selon la Fédération nationale des transporteurs routiers (FNTR), cette réduction pourrait aller jusqu'à 15 %, réduisant d'autant le coût de transport de la tonne de marchandise.
Puisqu'ils transportent plus de marchandise qu'un camion normal, leur autorisation permettrait aussi de réduire le nombre de camions en circulation, jusqu'à 25 % selon une étude réalisée aux Pays-Bas.
La FNTR avance enfin que ce type de camion ne sera autorisé que sur certains axes, prévus pour ne pas entrer en concurrence avec le fret ferroviaire.
Ces arguments sont repris et défendus, entre autres, par le club 25.25, regroupant plusieurs acteurs du transport routier, et favorable aux méga-camions.

### Les inconvénients
Repris principalement par les associations écologistes, de nombreux arguments viennent s'opposer à l'introduction des méga-camions en France.
Le principal argument avancé est qu'en réalisant des économies, le transport de marchandises par la route deviendra encore plus concurrentiel, notamment par rapport à d'autres modes de transport plus écologiques, comme le fret ferroviaire notamment,. Plus concurrentiels, ils contribueraient donc au développement du transport routier, augmentant ainsi les émissions globales de CO2.
Ensuite, l'arrivée de camions plus grands demanderait des travaux d'adaptation sur les infrastructures routières ainsi que des réparations plus fréquentes en raison de l'usure des chaussées qu'ils provoquent, dont le poids financier serait supporté par les contribuables. La grande taille des gigaliners présente de nombreux inconvénients lorsque les routes sont étroites ou sinueuses.[réf. nécessaire]
Ces craintes sont partagées par une majorité de Français, puisque selon un sondage de l'institut CSA réalisé les 1er et 2 juillet 2009, 81 % d'entre eux sont défavorables à l'arrivée des méga-camions sur les routes, et 79 % sont inquiets quant aux conditions de sécurité de circulation.